# (11968) Demariotte
(11968) Demariotte ist ein im mittleren Hauptgürtel gelegener Asteroid. Er wurde am 12. August 1994 von dem belgischen Astronomen Eric Walter Elst am La-Silla-Observatorium der Europäischen Südsternwarte in Chile (IAU-Code 809) entdeckt. Sichtungen des Asteroiden hatte es vorher schon gegeben: vom 24. bis 26. Oktober 1981 unter der vorläufigen Bezeichnung 1981 UJ29 am Palomar-Observatorium in Kalifornien, am 14. und 15. Oktober 1990 (1990 TR8) am Kleť-Observatorium bei Český Krumlov sowie am 15. Oktober 1990 wenige Stunden später (1990 TE16) am Krim-Observatorium in Nautschnyj.
Der Asteroid gehört laut der AstDyS-2-Datenbank zur Zdenekhorsky-Familie, einer Gruppe von Asteroiden, die nach (3827) Zdeněkhorský benannt ist. Die zeitlosen (nichtoskulierenden) Bahnelemente von (11968) Demariotte sind fast identisch mit denjenigen von fünf weiteren kleineren Asteroiden: (133696) 2003 UN223, (425177) 2009 UA32, (432023) 2008 VB52, (489853) 2008 FJ98 und 2006 UT335.
Der mittlere Durchmesser des Asteroiden wurde mithilfe des Wide-Field Infrared Survey Explorers (WISE) mit 9,149 (±0,134) km berechnet und die Albedo mit 0,077 (±0,009). Die berechnete Albedo lässt auf eine dunkle Oberfläche schließen.
(11968) Demariotte wurde am 1. Mai 2003 nach dem französischen Physiker Edme Mariotte (um 1620–1684) benannt. Nach Mariotte war schon 1970 ein Mondkrater auf der südwestlichen Mondrückseite benannt worden: Mondkrater Mariotte.